# Dimitris Kutsumbas
Dimitris Kutsumbas (en grec: Δημήτρης Κουτσούμπας) (Làmia, 10 d'agost de 1955) és un advocat i polític comunista grec. Des del 14 d'abril de 2013 és el secretari general del Partit Comunista de Grècia (KKE).

## Biografia
Kutsumbas va néixer el 10 d'agost de 1955 a la ciutat grega de Làmia. El seu pare, Apostolis, va haver d'exiliar-se per les seves activitats polítiques.
Pel que fa als estudis, va cursar Dret a la Universitat Nacional i Kapodistríaca d'Atenes i va ser membre de la Joventut Comunista de Grècia, participant en la revolta de la Universitat Politècnica Nacional d'Atenes contra el Dictadura dels Coronels el novembre de 1973. L'any 1987, va ser elegit per primera vegada en el Comitè Central del Partit Comunista de Grècia, pel qual va ser reelegit els anys següents. L'any 1996 va ser triat per primera vegada al buró polític del partit. En el mateix any, es va convertir en el director del Rizospastis, el diari oficial del Partit Comunista, en el qual va romandre durant la dècada següent. Durant la seva carrera política, va ser també el cap de Relacions Internacionals del partit. També va ser candidat a les eleccions legislatives de 2000 i 2007 per a la prefectura de Beòcia sense arribar a ser escollit.
En el 19è Congrés del partit, el 14 d'abril de 2013, va ser triat com a Secretari General del partit, en substitució d'Aleka Papariga.